# Lista tomów serii Chainsaw Man
Ten artykuł zawiera listę tomów serii Chainsaw Man autorstwa Tatsukiego Fujimoto. Pierwsza część mangi ukazywała się w magazynie „Shūkan Shōnen Jump” od 3 grudnia 2018 do 14 grudnia 2020. 14 grudnia 2020, po zakończeniu serii w „Shūkan Shōnen Jump”, ogłoszono, że druga część będzie ukazywać się w magazynie internetowym „Shōnen Jump+”. Jej pierwszy rozdział opublikowano 13 lipca 2022. Wydawnictwo Shūeisha zebrało rozdziały mangi w poszczególne tankōbony, z których pierwszy ukazał się 4 marca 2019. Według stanu na 4 kwietnia 2025, do tej pory wydano 20 tomów.
W Polsce prawa do dystrybucji mangi nabyło wydawnictwo Waneko, pierwszy tom ukazał się zaś 1 października 2020.
| Nr | Język japoński      | Język japoński         | Język polski        | Język polski           |
| Nr | Data wydania        | ISBN                   | Data wydania        | ISBN                   |
| --- | ------------------- | ---------------------- | ------------------- | ---------------------- |
| 1 | 4 marca 2019        | ISBN 978-4-08-881780-4 | 1 października 2020 | ISBN 978-83-8096-923-0 |
| Lista rozdziałów - 001. Pies i piła mechaniczna (jap. 犬とチェンソー Inu to chensō) - 002. Gdzie się podział Pochita? (jap. ポチタの行方 Pochita no yukue) - 003. Przyjazd do Tokio (jap. 東京到着 Tōkyō tōchaku) - 004. Power (jap. 力 Pawā) - 005. Jak skutecznie macać cycki (jap. 胸を揉む方法 Mune o momu hōhō) - 006. Powinność (jap. 使役 Shieki) - 007. Gdzie się podział Mruczek? (jap. ニャーコの行方 Nyāko no yukue) |                     |                        |                     |                        |
| 2 | 2 maja 2019         | ISBN 978-4-08-881831-3 | 8 grudnia 2020      | ISBN 978-83-8096-924-7 |
| Lista rozdziałów - 008. Piła mechaniczna vs nietoperz (jap. チェンソーVSコウモリ Chensō VS kōmori) - 009. Ratunek (jap. 救出 Kyūshutsu) - 010. Kon (jap. コン) - 011. Kompromis (jap. 妥協 Dakyō) - 012. Macanie (jap. 揉む Momu) - 013. Demon broni palnej? (jap. 銃の悪魔 Jū no akuma) - 014. Pocałunek z języczkiem (jap. エロキス Ero kisu) - 015. Niekończące się 7 piętro (jap. エンドレス8階 Endoresu hachi-kai) - 016. Pierwszy smak (jap. はじめての味 Hajimete no aji) |                     |                        |                     |                        |
| 3 | 2 sierpnia 2019     | ISBN 978-4-08-882016-3 | 2 lutego 2021       | ISBN 978-83-8096-925-4 |
| Lista rozdziałów - 017. Zabić Denjiego (jap. デンジを殺せ Denji o korose) - 018. Piła mechaniczna vs wieczność (jap. チェンソーVS永遠 Chensō VS eien) - 019. Nagroda Nobla (jap. ノーベル賞 Nōberu-shō) - 020. Popijawa (jap. 飲み Nomi) - 021. Smak pocałunku (jap. キスのお味 Kisu no oaji) - 022. Chupa Chups o smaku coli (jap. チュッパチャプス コーラ味 Chuppa Chapusu kōra aji) - 023. Odgłosy wystrzałów (jap. 銃声 Jūsei) - 024. Klątwa (jap. 呪い Noroi) - 025. Duch, wąż i piła mechaniczna (jap. ゴースト・ヘビ・チェンソー Gōsuto・hebi・chensō) |                     |                        |                     |                        |
| 4 | 4 października 2019 | ISBN 978-4-08-882075-0 | 7 kwietnia 2021     | ISBN 978-83-8096-926-1 |
| Lista rozdziałów - 026. Broń palna górą! (jap. 銃は強し Jū wa tsuyoshi) - 027. Z Kioto (jap. 京都より Kyōto yori) - 028. Sekrety i kłamstwa (jap. 秘密と嘘 Himitsu to uso) - 029. Sto punktów na sto (jap. 100点満点 100-ten manten) - 030. W jeszcze gorszym stanie (jap. もっとボロボロ Motto boroboro) - 031. Wiwat przyszłość! (jap. 未来最高 Mirai saikō) - 032. Raz za razem i jeszcze raz (jap. 繰り返し繰り返し Kurikaeshi kurikaeshi) - 033. Rozpoczęcie planowania (jap. 作戦開始 Sakusen kaishi) - 034. Walne zebranie (jap. 全員集合 Zen’in shūgō) |                     |                        |                     |                        |
| 5 | 4 stycznia 2020     | ISBN 978-4-08-882171-9 | 1 czerwca 2021      | ISBN 978-83-8096-927-8 |
| Lista rozdziałów - 035. Niepełnoletni (jap. 成年 Miseinen) - 036. Japoński miecz vs piła mechaniczna (jap. 日本刀VSチェンソー Nihontō VS chensō) - 037. Pociąg, głowa i piła mechaniczna (jap. 電車・頭・チェンソー Densha・atama・chensō) - 038. Zemsta na luzie! (jap. 気楽に復讐を! Kiraku ni fukushū o!) - 039. Na pewno zapłaczesz (jap. きっと泣く Kitto naku) - 040. Miłość, kwiaty i piła mechaniczna (jap. 恋・花・チェンソー Koi・hana・chensō) - 041. Przed burzą (jap. 嵐の前 Arashi no mae) - 042. Naucz mnie pływać (jap. 泳ぎ方を教えて Oyogikata o oshiete) - 043. Jane spała w kościele (jap. ジェーンは教会で眠った Jēn wa kyōkai de nemutta)                                            |                     |                        |                     |                        |
| 6 | 4 marca 2020        | ISBN 978-4-08-882224-2 | 4 sierpnia 2021     | ISBN 978-83-8096-928-5 |
| Lista rozdziałów - 044. Bang, bang, bang! (jap. バン バン バン Ban ban ban) - 045. Pogoda na wybuchanie (jap. 爆発日和 Bakuhatsu biyori) - 046. Melodia mordowania (jap. 皆殺しのメロディ Minagoroshi no merodi) - 047. Szczęście do kobiet (jap. 女運 Onna un) - 048. Bum, bum, bum! (jap. ボンボンボン Bon bon bon) - 049. Rekini huragan (jap. サメハリケーン Same harikēn) - 050. Sharknado (jap. シャークネード Shākunēdo) - 051. Nurokowanie w mroku (jap. ダークダイビング Dāku daibingu) - 052. Złamane serce, kwiaty, piła mechaniczna (jap. 失恋・花・チェンソー Shitsuren・hana・chensō) |                     |                        |                     |                        |
| 7 | 4 czerwca 2020      | ISBN 978-4-08-882328-7 | 1 października 2021 | ISBN 978-83-8096-929-2 |
| Lista rozdziałów - 053. We śnie (jap. 夢の中 Yume no naka) - 054. Co zrobić, żeby popłynąć na Enoshimę (jap. 江の島にいくには Enoshima ni iku ni wa) - 055. Let’s go (jap. レッツゴー Rettsu gō) - 056. Pierwszy raz z klątwą (jap. 呪いと初めて Noroi to hajimete) - 057. Niespodziewanie (jap. 突然 Totsuzen) - 058. Yuutarou Kurose (jap. 黒瀬ユウタロウ Kurose Yūtarō) - 059. Zamieszanie (jap. めちゃくちゃ Mechakucha) - 060. Quanxi i maguski zabijają 49 osób (jap. クァンシと魔人達四十九人斬り Kwanshi to majin-tachi yonjūkyūnin-giri) - 061. Reporterka (jap. ニュースレポーター Nyūsu repōtā)                                                                                                 |                     |                        |                     |                        |
| 8 | 4 sierpnia 2020     | ISBN 978-4-08-882376-8 | 1 grudnia 2021      | ISBN 978-83-8096-930-8 |
| Lista rozdziałów - 062. Strasznie porąbane (jap. ちょうめちゃくちゃ Chō mechakucha) - 063. Wycieczka do piekła (jap. 地獄旅行 Jigoku ryokō) - 064. Welcome to Hell (jap. ウェルカムトゥーザヘル Werukamu tū za heru) - 065. Demon ciemności (jap. 闇の悪魔 Yami no akuma) - 066. Hau! (jap. ワン！ Wan!) - 067. Pierwsza łowczyni demonów (jap. 最初のデビルハンター Saisho no debiru hantā) - 068. Dark Power (jap. ダークパワー Dāku pawā) - 069. Shining Power (jap. シャイニングパワー Shainingu pawā) - 070. Szczypnięcie (jap. 摘む Tsumu) |                     |                        |                     |                        |
| 9 | 4 listopada 2020    | ISBN 978-4-08-882470-3 | 2 lutego 2022       | ISBN 978-83-8096-931-5 |
| Lista rozdziałów - 071. Kąpiel (jap. お風呂 Ofuro) - 072. Wszyscy razem (jap. みんな一緒 Minna issho) - 073. Po codziennej pracy (jap. 日常の終わりに Nichijō no owari ni) - 074. Co mówią fale (jap. 波の言う事 Nami no iu koto) - 075. 12.9 - 076. Nie wolno otwierać! (jap. 開けちゃダメ Akecha dame) - 077. Ding-dong (jap. チャイムチャイムチャイム Chaimu chaimu chaimu) - 078. Bitwa na śnieżki (jap. ゆきがっせん Yuki gassen) - 079. Rzucanie piłką (jap. キャッチボール Kyatchi bōru) |                     |                        |                     |                        |
| 10 | 4 stycznia 2021     | ISBN 978-4-08-882527-4 | 1 kwietnia 2022     | ISBN 978-83-8096-932-2 |
| Lista rozdziałów - 080. Uczucia psa (jap. 犬の気持ち Inu no kimochi) - 081. Daj łapę (jap. おてて Otete) - 082. Pamiętaj o śniadaniu (jap. 朝食はしっかり Chōshoku wa shikkari) - 083. Śmierć, odrodzenie i piła mechaniczna (jap. 死・復活・チェンソー Shi fukkatsu chensō) - 084. Bohater piekieł (jap. 地獄のヒーロー Jigoku no hīrō) - 085. Latające jelita, wątroba i krew (jap. 超跳腸・胃胃肝血 Chō chō chō ī kanji) - 086. Randka z piłą mechaniczną (jap. デートチェンソー Dēto chensō) - 087. Chainsaw Man vs przerażający ludzki arsenał (jap. チェンソーマン VS 恐怖の武器人間 Chensō Man bāsasu kyōfu no buki ningen) - 088. Gwiazdorska piła mechaniczna (jap. スターチェンソー Sutā chensō) |                     |                        |                     |                        |
| 11 | 4 marca 2021        | ISBN 978-4-08-882576-2 | 1 czerwca 2022      | ISBN 978-83-8242-296-2 |
| Lista rozdziałów - 089. Do boju, Chainsaw Manie! (jap. がんばれチェンソーマン Ganbare Chensō Man) - 090. Superpower (jap. 超パワー Chō Pawā) - 091. Power, Power, Power (jap. パワー・パワー・パワー Pawā Pawā Pawā) - 092. Vanilla Sky (jap. バニラスカイ Banira Sukai) - 093. Słabe filmy z Tobą (jap. 君と糞映画 Kimi to kuso eiga) - 094. Chainsaw Man vs ludzkie arsenały (jap. チェンソーマン 対 武器人間ズ Chensō Man tai buki ningenzu) - 095. Chainsaw Man vs demon kontroli (jap. チェンソーマン VS 支配の悪魔 Chensō Man VS shihai no akuma) - 096. Tak smakuje (jap. こんな味 Konna aji) - 097. Kocham piłę mechaniczną (jap. 愛・ラブ・チェンソー Ai rabu chensō)                             |                     |                        |                     |                        |
| 12 | 4 października 2022 | ISBN 978-4-08-883271-5 | 20 lutego 2023      | ISBN 978-83-8242-452-2 |
| Lista rozdziałów - 98. Ptak i wojna (jap. 鳥と戦争 Tori to sensō) - 99. Dwa ptaki (jap. 2羽 Ni-wa) - 100. Chodzenie boso (jap. 裸足の歩き方 Hadashi no arukikata) - 101. Pozalekcyjne polowanie na demony (jap. 放課後デビルハンター Hōkago debiru hantā) - 102. Save the Cat (jap. セーブザキャット Sēbu za kyatto) - 103. Denji Dream (jap. デンジドリーム Denji dorīmu) |                     |                        |                     |                        |
| 13 | 4 stycznia 2023     | ISBN 978-4-08-883316-3 | 23 maja 2023        | ISBN 978-83-8242-453-9 |
| Lista rozdziałów - 104. Spoiler (jap. ネタバレ Netabare) - 105. Żarliwość (jap. 灼熱 Shakunetsu) - 106. Ognisko (jap. 焚火 Takibi) - 107. Szkolny najeźdźca (jap. 学校の襲撃者 Gakkō no shūgekisha) - 108. Ważny przedmiot Asy (jap. アサの大切なもの Asa no taisetsu na mono) - 109. Jak łatwo zwalczyć gnębienie (jap. 簡単なイジメのなくしかた Kantan na ijime no nakushi kata) - 110. Dzwonek nocą (jap. 夜のチャイム Yoru no chaimu) - 111. Cha cha cha! (jap. アハハハハ Aha ha ha ha) - 112. Między kotem a przestępcą (jap. 猫と犯罪者の間 Neko to hanzaisha no aida) |                     |                        |                     |                        |
| 14 | 4 kwietnia 2023     | ISBN 978-4-08-883464-1 | 17 sierpnia 2023    | ISBN 978-83-8242-454-6 |
| Lista rozdziałów - 113. Chcę zobaczyć pingwiny! (jap. ペンギンが見たい！ Pengin ga mitai!) - 114. Nieskończone akwarium (jap. エンドレス水族館 Endoresu suizokukan) - 115. Dzisiejsi licealiści (jap. 今時の高校生 Imadoki no kōkōsei) - 116. Smak rozgwiazdy (jap. ヒトデの味 Hitode no aji) - 117. Pingwin i broń (jap. ペンギンと武器 Pengin to buki) - 118. Słowa na pożegnanie (jap. 別れの挨拶 Wakare no aisatsu) - 119. Złodziejka (jap. 泥棒 Dorobō) - 120. Trójkąt (jap. トライアングル Toraianguru) - 121. Teoria szczęścia (jap. 幸福論 Kōfukuron) - 122. Wielkie proroctwo (jap. 大予言 Daiyogen)                                                                                              |                     |                        |                     |                        |
| 15 | 4 sierpnia 2023     | ISBN 978-4-08-883598-3 | 4 marca 2024        | ISBN 978-83-8242-455-3 |
| Lista rozdziałów - 123. Przystawka (jap. 前菜 Zensai) - 124. Zupa (jap. スープ Sūpu) - 125. Kradzież jabłka (jap. 林檎万引き犯 Ringo manbiki-han) - 126. Rozbryzgana walka (jap. ぐちゃぐちゃファイト Guchagucha faito) - 127. Save the Asa (jap. セーブザアサ Sēbu za Asa) - 128. Danie główne (jap. メインディッシュ Mein disshu) - 129. Ratuj, Chainsaw Manie (jap. 助けてチェンソーマン Tasukete Chensō Man) - 130. Kill Building (jap. 斬るビル Kiru biru) - 131. Smak gówna (jap. 糞の味 Kuso no aji) - 132. Opieka (jap. 保護 Hogo) - 133. Demonstracje wokół Chainsaw Mana (jap. チェンソーマンデモ Chensō Man demo)                                                                               |                     |                        |                     |                        |
| 16 | 4 grudnia 2023      | ISBN 978-4-08-883701-7 | 8 maja 2024         | ISBN 978-83-8242-456-0 |
| Lista rozdziałów - 134. Zwyczajne szczęście (jap. 普通の幸せ Futsū no shiawase) - 135. Sentimental Drive (jap. センチメンタルドライブ Senchimentaru doraibu) - 136. Zwyczajna codzienność (jap. 普通の日々 Futsū no hibi) - 137. Cmoku, cmoku, macu, macu, łapu, capuuu! (jap. チューチューラブリームニムニムラムラ Chū chū raburī muni muni mura mura) - 138. Sword Man (jap. ソードマン Sōdo man) - 139. Uczucia krzesła (jap. イスの気持ち Isu no kimochi) - 140. Waga (jap. 天秤 Tenbin) - 141. Zwyczajne życie plus (jap. 普通の人生プラス Futsū no jinsei purasu) - 142. Fanklub Denjiego (jap. デンジファンクラブ Denji fan kurabu) - 143. Wrr! (jap. がおー Gaō)                                   |                     |                        |                     |                        |
| 17 | 4 kwietnia 2024     | ISBN 978-4-08-884035-2 | 14 sierpnia 2024    | ISBN 978-83-8242-457-7 |
| Lista rozdziałów - 144. Spluwy, gwoździe, katana (jap. 銃・釘・刀 Jū kugi katana) - 145. Kumbaya (jap. クンバヤ Kunbaya) - 146. Wojna Chainsaw Mana (jap. チェンソーマン戦争 Chensō Man sensō) - 147. Kremacja (jap. 火葬 Kasō) - 148. Miecz z mieszkania 606 (jap. 606号室剣 606-gōshitsu ken) - 149. Wybór demona (jap. 悪魔の選択 Akuma no sentaku) - 150. Po spełnieniu marzenia (jap. 夢の次 Yume no tsugi) - 151. Chainsaw Man, który powrócił (jap. 帰ってきたチェンソーマン Kaettekita Chensō Man) - 152. Masaż (jap. マッサージ Massāji) - 153. Łowcy Chainsaw Manów (jap. チェンソーマンハンター Chensō Man hantā)                                                                               |                     |                        |                     |                        |
| 18 | 2 sierpnia 2024     | ISBN 978-4-08-884155-7 | 30 stycznia 2025    | ISBN 978-83-8242-956-5 |
| Lista rozdziałów - 154. Minna petto (jap. みんなペット) - 155. Mae no watashi (jap. 前の私) - 156. Ba ba ba ba vu vu vu vu barabara (jap. ババババヴヴヴヴバラバラ) - 157. Shingaku shikin (jap. 進学資金) - 158. Gyonī girochin (jap. ギョニーギロチン) - 159. Atakku on samurai (jap. アタックオンサムライ) - 160. Shinzō no ugoku muki (jap. 心臓の動く向き) - 161. Chensō Man pazuru (jap. チェンソーマンパズル) - 162. Osoroshii yatsu (jap. 恐ろしい奴) - 163. Yume no tamakin (jap. 夢のタマキン) - 164. Yakeato (jap. 焼け跡) |                     |                        |                     |                        |
| 19 | 4 grudnia 2024      | ISBN 978-4-08-884313-1 | 24 maja 2025        | ISBN 978-83-8242-957-2 |
| Lista rozdziałów - 165. Itsumo no fūkei (jap. いつもの風景) - 166. Ame sōpu setsudan (jap. 雨・ソープ・切断) - 167. Chō chū (jap. 超チュー) - 168. Kisu suki superuma (jap. キス・好き・スペルマ) - 169. Te to tekiō (jap. 手と適応) - 170. Sushi no tabekata (jap. 寿司の食べ方) - 171. Tokui goka (jap. 特異5課) - 172. Vuvun! Dōn! Gabu! (jap. ヴヴン！ドオン！ガブ！) - 173. Sukoshi kikoeteru (jap. 少し聞こえてる) - 174. Ōi oi (jap. おーい老い) - 175. Ryō no te (jap. 両の手) |                     |                        |                     |                        |
| 20 | 4 kwietnia 2025     | ISBN 978-4-08-884471-8 | —                   |                        |
| Lista rozdziałów - 176. Nishi (jap. 二子) - 177. Hitosashiyubi (jap. 人差し指) - 178. Jū no megami (jap. 銃の女神) - 179. Vanvaga (jap. ヴァンヴァガ) - 180. Oi no sekai (jap. 老いの世界) - 181. Ki ni naru ki (jap. 気になる木) - 182. Kawaii Kao (jap. 可愛い顔) - 183. Gero kao ero (jap. ゲロ・顔・エロ) - 184. Hashire Denji (jap. 走れデンジ) - 185. I wa isekai (jap. 胃は異世界) - 186. Gyu bo vuvun (jap. ギュッ・ボッ・ヴヴン) |                     |                        |                     |                        |